# 肖红
肖红（1957年—），汉族，女，中华人民共和国政治人物、第十一届全国政协委员，担任武汉第三医院副院长。
加入中国农工民主党，担任农工党湖北省武汉市委副主委、武汉市食品药品监督管理局副局长。2008年，当选第十一届全国政协委员，代表医药卫生界，分入第四十五组。